# Пітер Міллар
Пітер Міллар (англ. Peter Millar, нар. 1942, Солткотс) — американський футболіст шотландського походження, що грав на позиції нападника за низку американських клубів і національну збірну США.

## Клубна кар'єра
Народився 1 січня 1942 року в шотландському Солткотсі. Починав займатися футболом на батьківщині у клубній структурі «Віліннінг Ренджерс».
Згодом перебрався до США, де грав за «Вест Нью-Йорк» та «Інтер Соккер». 1963 року перебрався до Аргентини, приєднавшись до «Бока Хуніорс», де грав лише за молодіжну команду.
1964 року повернувся до США, де до 1973 року грав за «Інтер Соккер», «Балтимор Бейз» та «Інтер Джуліану».

## Виступи за збірну
Восени 1968 року дебютував в офіційних матчах у складі національної збірної США. Протягом наступного року регулярно викликався до її складу, провівши за цей час загалом дев'ять ігор і забивши вісім голів.
Після певної перерви у 1972 повернувся до лав національної команди, взявши того року участь у двох іграх в рамках відбору на ЧС-1974.

## Статистика виступів

### Статистика виступів за збірну
| Дата       | Місто        | Господарі          | Результат | Гості              | Турнір            | Голи | Примітки |
| ---------- | ------------ | ------------------ | --------- | ------------------ | ----------------- | ---- | -------- |
| 15-09-1968 | Нью-Йорк     | США                | 3 – 3     | Ізраїль            | товариський матч  | 2    |          |
| 25-09-1968 | Нью-Йорк     | США                | 0 – 4     | Ізраїль            | товариський матч  | -    |          |
| 17-10-1968 | Торонто      | Канада             | 4 – 2     | США                | Відбір до ЧС 1970 | -    |          |
| 20-10-1968 | Порт-о-Пренс | Гаїті              | 3 – 6     | США                | товариський матч  | 2    |          |
| 21-10-1968 | Порт-о-Пренс | Гаїті              | 5 – 2     | США                | товариський матч  | 1    |          |
| 23-10-1968 | Порт-о-Пренс | Гаїті              | 1 – 0     | США                | товариський матч  | -    |          |
| 27-10-1968 | Атланта      | США                | 1 – 0     | Канада             | Відбір до ЧС 1970 | -    |          |
| 2-11-1968  | Канзас-Сіті  | США                | 6 – 2     | Бермудські Острови | Відбір до ЧС 1970 | 3    |          |
| 10-11-1968 | Гамільтон    | Бермудські Острови | 0 – 2     | США                | Відбір до ЧС 1970 | -    |          |
| 20-4-1969  | Порт-о-Пренс | Гаїті              | 2 – 0     | США                | Відбір до ЧС 1970 | -    |          |
| 11-5-1969  | Сан-Дієго    | США                | 0 – 1     | Гаїті              | Відбір до ЧС 1970 | -    |          |
| 29-8-1972  | Балтимор     | США                | 2 – 2     | Канада             | Відбір до ЧС 1974 | -    |          |
| 3-9-1972   | Мехіко       | Мексика            | 3 – 1     | США                | Відбір до ЧС 1974 | -    |          |
| Усього     |              | Матчів             | 13        |                    | Голів             | 8    |          |

| Футболіст | Це незавершена стаття про футболіста. Ви можете допомогти проєкту, виправивши або дописавши її. |